# 피아노 소나타 (베르크)
알반 베르크의 《피아노 소나타 작품번호 1》는 1910년에 출판되었지만, 정확한 작곡 연대는 알려져 있지 않다. 이 소나타는 베르크가 작품번호를 붙인 유일한 피아노 곡이다.
1904년 가을, 베르크는 아르놀트 쇤베르크 밑에서 화성과 대위법을 배웠다. 이후 1907년 가을, 그는 작곡 공부를 시작하기 위해 돌아왔고, 소나타 악장 공부로 끝났다. 소나타 악장의 초안 스케치는 이 시기부터 시작되었다. 1911년 4월 24일 빈에서 에타 베르도르프에 의해 피아노 소나타 초연곡 Op. 1이 연주되었다. 베르크와 안톤 베베른의 다른 작품들도 그 콘서트에서 연주되었다. 
소나타는 나단조를 중심으로 한 한 악장으로 구성되어 있다. 비록 작품의 구조는 소나타 형식이지만, 작품은 또한 아놀드 쇤베르크의 "변주 발전" 아이디어에 크게 의존한다. 